# Cooking Mama: Sweet Shop
Cooking Mama: Sweet Shop (Cooking Mama: Watashi no Sweets Shop) est un jeu vidéo de cuisine développé par Office Create et sorti en 2014 sur Nintendo 3DS.

## Accueil
- Jeuxvideo.com : 12/20[1]